# Ораторій

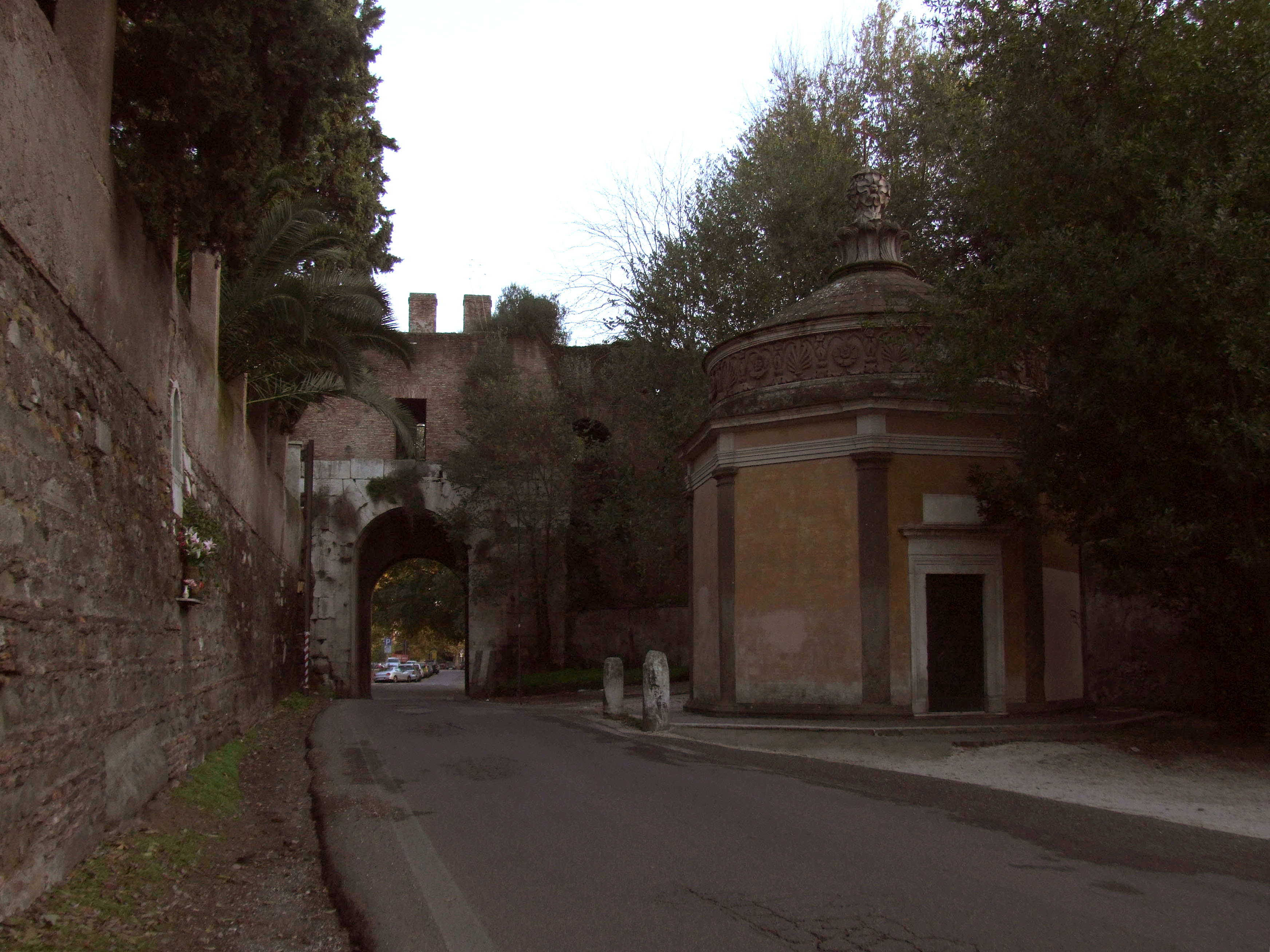
Ораторіум у Сан Джованні ін Олео, західна сторона біля Порта Латіна, Рим.

Ораторій, Ораторія (від лат. orare — молитися) — будинок, приміщення для молитви. Особливо у романських країнах позначають каплиці чи подібні до них будівлі як Ораторіум.
Наприклад, у німецькомовних країнах ораторіум означає особливе приміщення при дорозі до монастирів. Він може також бути на емпорі хорів, як частина цілого приміщення, але з вікнами у головну будівлю.
Ораторій, як правило, не доступний загалу, а лише, наприклад, членам ордену, духовенству, братствам.

## За країною

### Ватикан
- Церква святих Мартина і Себастьяна